# Erik Lesser
Pour les articles homonymes, voir Lesser.
Ne doit pas être confondu avec Eric Leser.
Erik Lesser, né le 17 mai 1988 à Suhl (République démocratique allemande), est un biathlète allemand. Il est champion du monde de la poursuite en 2015 et champion olympique du relais et médaille d'argent de l'individuel aux Jeux olympiques d'hiver de 2014.

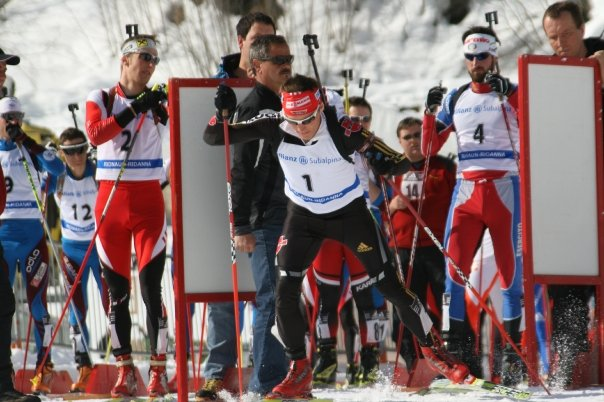
Erik Lesser (no 1) en 2009.

## Carrière
Erik Lesser commence sa carrière avec succès, puisqu'il remporte le relais des Championnats du monde junior en 2009, où il est aussi médaillé de bronze à la poursuite. Chez les moins de 26 ans, il remporte aussi trois titres de Championnats d'Europe en relais entre 2010 et 2012 et deux médailles individuelles.
En 2010, il participe à sa première coupe du monde. Il accède à son premier podium en Coupe du monde lors de l'individuel d'Östersund en novembre 2012 en prenant la 3e place. Il est le petit-fils d'Axel Lesser. En 2012, il se classe aussi troisième de l'IBU Cup, avant de passer dans l'équipe première en 2012-2013. En fin d'année 2013, il devient victorieux avec le relais en Coupe du monde au Grand-Bornand, où il et aussi deuxième de la poursuite, derrière la révélation Johannes Thingnes Bø.
Lors des Jeux olympiques de Sotchi, Lesser décroche deux médailles d'argent, l'une dans l'épreuve de l'individuel derrière le Français Martin Fourcade, l'autre dans l'épreuve du relais (4 × 7,5 km), en compagnie de Daniel Böhm, Arnd Peiffer et Simon Schempp. Dix ans plus tard, en 2024, cette dernière médaille se transforme en or pour le relais allemand, officiellement sacré champion olympique 2014 à la suite de la disqualification des Russes pour dopage.
En 2015, il remporte sa première victoire individuelle dans l'élite en gagnant le titre mondial de la poursuite (20 sur 20 au tir). Il est aussi champion du monde avec le relais. Ceci le place dixième du classement général de la Coupe du monde, son meilleur depuis ses débuts.
En janvier 2016, il connaît l'honneur de remporter une course de Coupe du monde devant le public allemand de Ruhpolding, la poursuite. Il gagne ensuite la médaille d'argent des Championnats du monde d'Oslo en relais.
En 2016-2017, il est de nouveau dixième mondial et monte sur un podium devant le public allemand sur la mass-start d'Oberhof.
Lesser démontre une forme similaire au début de la saison 2017-2018, avec une troisième place au sprint d'Östersund, puis à la mass-start au Grand-Bornand.
Lors des Jeux olympiques d'hiver de 2018, il obtient la médaille de bronze en relais avrc Benedikt Doll, Simon Schempp et Arnd Peiffer, mais ne parvient à monter sur le podium individuellement, échouant au quatrième rang de la mass start.
Aux Championnats du monde 2019 à Östersund, arrivant en manque de réussite, il est au mieux huitième au sprint, mais gagne une nouvelle médaille d'argent en relais.
Un an plus tard, aux Championnats du monde de biathlon 2020 à Antholz, il ne dispute aucune course individuelle du fait d'un manque de résultats en Coupe du monde mais saisit sa chance en étant aligné sur le relais simple mixte : il remporte la médaille d'argent avec Franziska Preuss. Fort de ce résultat il est également aligné au sein du relais masculin et gagne la médaille de bronze. Il met un terme à sa saison après les mondiaux.
Il entame la saison 2020-2021 par une troisième place à l'individuel de Kontiolahti.
Erik Lesser met un terme à sa carrière le 20 mars 2022 à Oslo Holmenkollen.

## Palmarès

### Jeux olympiques d'hiver
| Édition / Épreuve | Individuel                         | Sprint | Poursuite | Mass start | Relais                              | Relais mixte |
| ----------------- | ---------------------------------- | ------ | --------- | ---------- | ----------------------------------- | ------------ |
| Sotchi 2014       | Médaille d'argent, Jeux olympiques | 21e    | 16e       | 26e        | Médaille d'or, Jeux olympiques      | —            |
| Pyeongchang 2018  | 9e                                 | 11e    | 11e       | 4e         | Médaille de bronze, Jeux olympiques | 4e           |
| Pékin 2022        | 67e                                | —      | —         | —          | 4e                                  | —            |

Légende :
- : première place, médaille d'or
- : deuxième place, médaille d'argent
- : troisième place, médaille de bronz
- — : non disputée par Lesser

### Championnats du monde
| Édition / Épreuve       | Individuel | Sprint | Poursuite            | Mass start | Relais                    | Relais mixte | Relais mixte simple              |
| ----------------------- | ---------- | ------ | -------------------- | ---------- | ------------------------- | ------------ | -------------------------------- |
| Nové Město 2013         | 34e        | 11e    | 14e                  | 5e         | Médaille de bronze, monde | —            | Épreuve inexistante à cette date |
| Kontiolahti 2015        | 18e        | 5e     | Médaille d'or, monde | 17e        | Médaille d'or, monde      | —            | Épreuve inexistante à cette date |
| Holmenkollen 2016       | 7e         | 19e    | 7e                   | 14e        | Médaille d'argent, monde  | —            | Épreuve inexistante à cette date |
| Hochfilzen 2017         | 4e         | 37e    | 28e                  | 21e        | 4e                        | —            | Épreuve inexistante à cette date |
| Östersund 2019          | 11e        | 8e     | 11e                  | 27e        | Médaille d'argent, monde  | —            | —                                |
| Antholz-Anterselva 2020 | —          | —      | —                    | —          | Médaille de bronze, monde | —            | Médaille d'argent, monde         |
| Pokljuka 2021           | —          | 66e    | —                    | —          | 7e                        | 7e           | 7e                               |

Légende :
- : première place, médaille d'or
- : deuxième place, médaille d'argent
- : troisième place, médaille de bronze
- — : non disputée par Lesser
- : pas d'épreuve

### Coupe du monde
- Meilleur classement général : 10e en 2015, 2017 et 2022.
- 46 podiums : 
  - 13 podiums individuels[2] : 3 victoires, 4 deuxièmes places, 6 troisièmes places.
  - 25 podiums en relais : 6 victoires, 9 deuxièmes places et 10 troisièmes places.
  - 3 podiums en relais mixte : 2 deuxièmes places et 1 troisième place.
  - 5 podiums en relais mixte simple : 3 deuxièmes places et 2 troisièmes places.

#### Détail des victoires
| Saison / Épreuve | Individuel | Sprint | Poursuite                  | Mass start | Total |
| 2014-2015        |            |        | Kontiolahti (Ch. du monde) |            | 1     |
| 2015-2016        |            |        |                            | Ruhpolding | 1     |
| 2021-2022        |            |        | Holmenkollen               |            | 1     |
| Total            |            |        | 2                          | 1          | 3     |

#### Classements en Coupe du monde
| Saison    | Classement général final | Individuel | Sprint | Poursuite | Mass start |
| 2010-2011 | 91e                      | nc         | 96e    | 64e       | nc         |
| 2011-2012 | 64e                      | nc         | 76e    | 53e       | nc         |
| 2012-2013 | 14e                      | 12e        | 9e     | 27e       | 13e        |
| 2013-2014 | 25e                      | 22e        | 23e    | 29e       | 33e        |
| 2014-2015 | 10e                      | 7e         | 12e    | 5e        | 17e        |
| 2015-2016 | 14e                      | 16e        | 15e    | 9e        | 16e        |
| 2016-2017 | 10e                      | 10e        | 14e    | 11e       | 5e         |
| 2017-2018 | 11e                      | 31e        | 13e    | 21e       | 6e         |
| 2018-2019 | 23e                      | 8e         | 17e    | 23e       | 44e        |
| 2019-2020 | 59e                      | 41e        | 75e    |           | 32e        |
| 2020-2021 | 16e                      | 20e        | 15e    | 16e       | 19e        |
| 2021-2022 | 10e                      | nc         | 13e    | 3e        | 17e        |

### Championnats d'Europe
- Médaille d'or du relais en 2010 à Otepää.
- Médaille d'or du relais en 2011 à Ridnaun-Val Ridanna.
- Médaille d'or du relais en 2012 à Osrblie.
- Médaille d'argent de la poursuite en 2010.
- Médaille de bronze de l'individuel en 2012.

### Championnats du monde junior
- Canmore 2009 : 
  -  médaille d'or du relais.
  -  médaille de bronze de l'individuel.

### IBU Cup
- 3e du classement général en 2012.
- 14 podiums individuels, dont 10 victoires.